# Caura
Caura (španělsky Río Caura) je řeka ve Venezuele (stát Bolívar) v Jižní Americe, pravý přítok Orinoka. Je 745 km dlouhá. Povodí má rozlohu 52 000 km².

## Průběh toku
Pramení na jihu centrální části Guyanské vysočiny. Protéká skrze ni, přičemž vytváří četné peřeje a vodopády.

## Vodní režim
Vyšší vodní stavy má v létě. Kolísání stavu vody je značné. Průměrný roční průtok vody činí 2720 m³/s.

## Využití
Lodní doprava možná téměř v délce 150 km od ústí.